# 500 kilomètres de Jarama FIA GT 2001
Navigation
Édition suivante
Les 500 kilomètres de Jarama 2001 FIA GT, disputées le 30 septembre 2001 sur le circuit du Jarama, et la dixième manche du championnat FIA GT 2001.

## Course

### Classement de la course
Classement à l'issue de la course (vainqueurs de catégorie en gras), :
| Pos.   | Catégorie | N° | Écurie                             | Pilotes                                          | Châssis                   | Pneus | Tours |
| Pos.   | Catégorie | N° | Écurie                             | Pilotes                                          | Moteur                    | Pneus | Tours |
| ------ | --------- | -- | ---------------------------------- | ------------------------------------------------ | ------------------------- | ----- | ----- |
| 1      | GT        | 15 | Prodrive All-Stars                 | Rickard Rydell Alain Menu                        | Ferrari 550-GTS Maranello | D     | 111   |
| 1      | GT        | 15 | Prodrive All-Stars                 | Rickard Rydell Alain Menu                        | Ferrari 5.9L V12          | D     | 111   |
| 2      | GT        | 12 | Paul Belmondo Racing               | Boris Derichebourg Vincent Vosse                 | Chrysler Viper GTS-R      | D     | 111   |
| 2      | GT        | 12 | Paul Belmondo Racing               | Boris Derichebourg Vincent Vosse                 | Chrysler 8.0L V10         | D     | 111   |
| 3      | GT        | 11 | Paul Belmondo Racing               | Anthony Kumpen Emmanuel Clérico                  | Chrysler Viper GTS-R      | D     | 111   |
| 3      | GT        | 11 | Paul Belmondo Racing               | Anthony Kumpen Emmanuel Clérico                  | Chrysler 8.0L V10         | D     | 111   |
| 4      | GT        | 7  | Larbre Compétition Chéreau         | Christophe Bouchut Jean-Philippe Belloc          | Chrysler Viper GTS-R      | M     | 111   |
| 4      | GT        | 7  | Larbre Compétition Chéreau         | Christophe Bouchut Jean-Philippe Belloc          | Chrysler 8.0L V10         | M     | 111   |
| 5      | GT        | 2  | Lister Storm Racing                | Julian Bailey Nicolaus Springer                  | Lister Storm              | M     | 110   |
| 5      | GT        | 2  | Lister Storm Racing                | Julian Bailey Nicolaus Springer                  | Jaguar 7.0L V12           | M     | 110   |
| 6      | GT        | 10 | Paul Belmondo Competition          | Paul Belmondo Claude-Yves Gosselin               | Chrysler Viper GTS-R      | D     | 109   |
| 6      | GT        | 10 | Paul Belmondo Competition          | Paul Belmondo Claude-Yves Gosselin               | Chrysler 8.0L V10         | D     | 109   |
| 7      | N-GT      | 62 | JMB Competition                    | Christian Pescatori David Terrien                | Ferrari 360 Modena N-GT   | M     | 109   |
| 7      | N-GT      | 62 | JMB Competition                    | Christian Pescatori David Terrien                | Ferrari 3.6L V8           | M     | 109   |
| 8      | N-GT      | 77 | RWS Motorsport                     | Luca Riccitelli Dieter Quester                   | Porsche 911 GT3-RS        | M     | 109   |
| 8      | N-GT      | 77 | RWS Motorsport                     | Luca Riccitelli Dieter Quester                   | Porsche 3.6L Flat-6       | M     | 109   |
| 9      | GT        | 21 | GLPK Racing                        | Wim Daems Eric Geboers                           | Chrysler Viper GTS-R      | D     | 108   |
| 9      | GT        | 21 | GLPK Racing                        | Wim Daems Eric Geboers                           | Chrysler 8.0L V10         | D     | 108   |
| 10     | N-GT      | 54 | ART Engineering                    | Fabio Babini Luigi Moccia                        | Porsche 911 GT3-RS        | P     | 108   |
| 10     | N-GT      | 54 | ART Engineering                    | Fabio Babini Luigi Moccia                        | Porsche 3.6L Flat-6       | P     | 108   |
| 11     | N-GT      | 57 | Freisinger Motorsport              | Robin Liddell Cyrille Sauvage                    | Porsche 911 GT3-RS        | Y     | 108   |
| 11     | N-GT      | 57 | Freisinger Motorsport              | Robin Liddell Cyrille Sauvage                    | Porsche 3.6L Flat-6       | Y     | 108   |
| 12     | GT        | 9  | Team A.R.T.                        | Jean-Pierre Jarier François Lafon                | Chrysler Viper GTS-R      | D     | 108   |
| 12     | GT        | 9  | Team A.R.T.                        | Jean-Pierre Jarier François Lafon                | Chrysler 8.0L V10         | D     | 108   |
| 13     | N-GT      | 53 | ART Engineering                    | Laurent Cazenave Andrea Bertolini                | Porsche 911 GT3-R         | P     | 107   |
| 13     | N-GT      | 53 | ART Engineering                    | Laurent Cazenave Andrea Bertolini                | Porsche 3.6L Flat-6       | P     | 107   |
| 14     | N-GT      | 72 | Escuderia Bengala Paco Orti Racing | Paco Orti Wolfgang Kaufmann                      | Porsche 911 GT3-R         | D     | 106   |
| 14     | N-GT      | 72 | Escuderia Bengala Paco Orti Racing | Paco Orti Wolfgang Kaufmann                      | Porsche 3.6L Flat-6       | D     | 106   |
| 15     | N-GT      | 52 | EMKA Racing                        | Tim Sugden Steve O'Rourke                        | Porsche 911 GT3-R         | D     | 106   |
| 15     | N-GT      | 52 | EMKA Racing                        | Tim Sugden Steve O'Rourke                        | Porsche 3.6L Flat-6       | D     | 106   |
| 16     | N-GT      | 61 | Haberthur Racing                   | Nigel Smith Sylvain Noël                         | Porsche 911 GT3-R         | D     | 105   |
| 16     | N-GT      | 61 | Haberthur Racing                   | Nigel Smith Sylvain Noël                         | Porsche 3.6L Flat-6       | D     | 105   |
| 17     | N-GT      | 63 | JMB Competition                    | Andrea Garbagnati Marco Lambertini               | Ferrari 360 Modena N-GT   | M     | 104   |
| 17     | N-GT      | 63 | JMB Competition                    | Andrea Garbagnati Marco Lambertini               | Ferrari 3.6L V8           | M     | 104   |
| 18     | GT        | 8  | Proton Competition                 | Christian Ried Gerold Ried                       | Porsche 911 GT2           | Y     | 104   |
| 18     | GT        | 8  | Proton Competition                 | Christian Ried Gerold Ried                       | Porsche 3.8L Turbo Flat-6 | Y     | 104   |
| 19     | N-GT      | 67 | MAC Racing                         | Maurizio Lusuardi Raffele Sangiuolo              | Porsche 911 GT3-RS        | D     | 99    |
| 19     | N-GT      | 67 | MAC Racing                         | Maurizio Lusuardi Raffele Sangiuolo              | Porsche 3.6L Flat-6       | D     | 99    |
| 20     | N-GT      | 50 | Larbre Compétition Chéreau         | Sébastien Dumez Patrice Goueslard                | Porsche 911 GT3-RS        | M     | 95    |
| 20     | N-GT      | 50 | Larbre Compétition Chéreau         | Sébastien Dumez Patrice Goueslard                | Porsche 3.6L Flat-6       | M     | 95    |
| 21 DNF | GT        | 3  | Team Carsport Holland              | Jeroen Bleekemolen Mike Hezemans                 | Chrysler Viper GTS-R      | M     | 85    |
| 21 DNF | GT        | 3  | Team Carsport Holland              | Jeroen Bleekemolen Mike Hezemans                 | Chrysler 8.0L V10         | M     | 85    |
| 22 DNF | GT        | 24 | Racing Box                         | Luca Cappellari Gabriele Matteuzzi Stefano Zonca | Chrysler Viper GTS-R      | D     | 80    |
| 22 DNF | GT        | 24 | Racing Box                         | Luca Cappellari Gabriele Matteuzzi Stefano Zonca | Chrysler 8.0L V10         | D     | 80    |
| 23 DNF | GT        | 14 | Autorlando Sport                   | Gabriele Sabatini Marco Spinelli                 | Porsche 911 GT2           | P     | 69    |
| 23 DNF | GT        | 14 | Autorlando Sport                   | Gabriele Sabatini Marco Spinelli                 | Porsche 3.8L Turbo Flat-6 | P     | 69    |
| 24 DNF | N-GT      | 55 | Perspective Racing                 | Thierry Perrier Michel Neugarten                 | Porsche 911 GT3-RS        | D     | 69    |
| 24 DNF | N-GT      | 55 | Perspective Racing                 | Thierry Perrier Michel Neugarten                 | Porsche 3.6L Flat-6       | D     | 69    |
| 25 DNF | GT        | 4  | Team Carsport Holland              | Michael Bleekemolen Sebastiaan Bleekemolen       | Chrysler Viper GTS-R      | M     | 61    |
| 25 DNF | GT        | 4  | Team Carsport Holland              | Michael Bleekemolen Sebastiaan Bleekemolen       | Chrysler 8.0L V10         | M     | 61    |
| 26 DNF | N-GT      | 59 | Freisinger Racing                  | Alexey Vasilyev Nikolai Fomenko                  | Porsche 911 GT3-R         | Y     | 49    |
| 26 DNF | N-GT      | 59 | Freisinger Racing                  | Alexey Vasilyev Nikolai Fomenko                  | Porsche 3.6L Flat-6       | Y     | 49    |
| 27 DNF | GT        | 30 | Proton Competition                 | Horst Felbermayr, Sr. Horst Felbermayr, Jr.      | Porsche 911 GT2           | Y     | 41    |
| 27 DNF | GT        | 30 | Proton Competition                 | Horst Felbermayr, Sr. Horst Felbermayr, Jr.      | Porsche 3.8L Turbo Flat-6 | Y     | 41    |
| 28 DNF | N-GT      | 68 | MAC Racing                         | Prisca Taruffi Paolo Rapetti                     | Porsche 911 GT3-R         | D     | 30    |
| 28 DNF | N-GT      | 68 | MAC Racing                         | Prisca Taruffi Paolo Rapetti                     | Porsche 3.6L Flat-6       | D     | 30    |
| 29 DNF | N-GT      | 76 | RWS Motorsport                     | Antonio García Timo Bernhard                     | Porsche 911 GT3-R         | M     | 30    |
| 29 DNF | N-GT      | 76 | RWS Motorsport                     | Antonio García Timo Bernhard                     | Porsche 3.6L Flat-6       | M     | 30    |
| 30 DNF | GT        | 18 | PSI Motorsport Team                | Kurt Mollekens Stéphane Cohen                    | Porsche 911 Bi-Turbo      | D     | 24    |
| 30 DNF | GT        | 18 | PSI Motorsport Team                | Kurt Mollekens Stéphane Cohen                    | Porsche 3.6L Turbo Flat-6 | D     | 24    |
| 31 DNF | N-GT      | 69 | Autorlando Sport                   | Andrea Chiesa Joël Camathias                     | Porsche 911 GT3-RS        | P     | 14    |
| 31 DNF | N-GT      | 69 | Autorlando Sport                   | Andrea Chiesa Joël Camathias                     | Porsche 3.6L Flat-6       | P     | 14    |
| 32 DNF | GT        | 1  | Lister Storm Racing                | Jamie Campbell-Walter Bobby Verdon-Roe (en)      | Lister Storm              | M     | 13    |
| 32 DNF | GT        | 1  | Lister Storm Racing                | Jamie Campbell-Walter Bobby Verdon-Roe (en)      | Jaguar 7.0L V12           | M     | 13    |